# Novantinoe puertoricensis
Novantinoe puertoricensis là một loài bọ cánh cứng trong họ Cerambycidae.